# MS Estonia
MS Estonia va ser un transbordador de creuers construït l'any 1980 per a la naviliera finlandesa Rederi Ab Sally per Meyer Werft, a Papenburg, Alemanya Occidental. Va ser desplegada a les rutes de ferri entre Finlàndia i Suècia per diverses companyies (primer Viking Line, després EffJohn) fins a finals de gener de 1993, quan va ser venuda a Nordström &amp; Thulin per utilitzar-la a la ruta Tallinn–Estocolm d’Estline. L'enfonsament del vaixell el 28 de setembre de 1994, al mar Bàltic entre Suècia, Finlàndia i Estònia, va ser un dels pitjors desastres marítims en temps de pau del segle xx, amb 852 morts. Una investigació oficial va trobar que la fallada dels panys de la visera de proa va provocar que l'aigua inundés la coberta del cotxe i bolqués ràpidament el vaixell. L'informe també va assenyalar la manca d'acció de la tripulació. Una investigació del 2023 va observar defectes de construcció addicionals a la visera de proa.

## Construcció
El vaixell va ser originalment encarregat a la drassana Meyer Werft a Papenburg, Alemanya, per una companyia naviliera noruega dirigida per Parley Augustsen amb trànsit previst entre Noruega i Alemanya. En l'últim moment, l'empresa va retirar la seva comanda i el contracte va anar a parar a Rederi Ab Sally, un dels socis del consorci Viking Line (SF Line, un altre soci de Viking Line, també s'havia interessat pel vaixell).
Originalment el vaixell va ser concebut com un vaixell germà de Diana II, construït el 1979 per la mateixa drassana per a Rederi AB Slite, el tercer soci de Viking Line. Quan Sally es va fer càrrec del contracte de construcció, el vaixell es va allargar des de la longitud original d'aproximadament  137 m  fins a uns  155 m  i la superestructura del vaixell es va redissenyar en gran part.
Viking Line va rebre un total de quatre vaixells nous només el 1980, tres dels quals es van construir per a Rederi AB Sally. A més del Viking Sally, el Viking Saga i el seu vaixell germà Viking Song també van entrar en servei el 1980, havent estat construïts per Wärtsilä (ara Aker Finnyards) a Turku, Finlàndia.
Meyer Werft havia construït un gran nombre de vaixells per a diverses companyies associades de Viking Line durant la dècada del 1970. La construcció de la proa del vaixell consistia en una visera d'obertura cap amunt i una rampa de cotxe que es col·locava dins la visera quan estava tancada. També s'havia utilitzat una construcció d'arc idèntica a Diana II.

## Historial de serveis
Estònia va navegar anteriorment com Viking Sally (1980–1990), Silja Star (1990–1991) i Wasa King (1991–1993).

### Viking Line

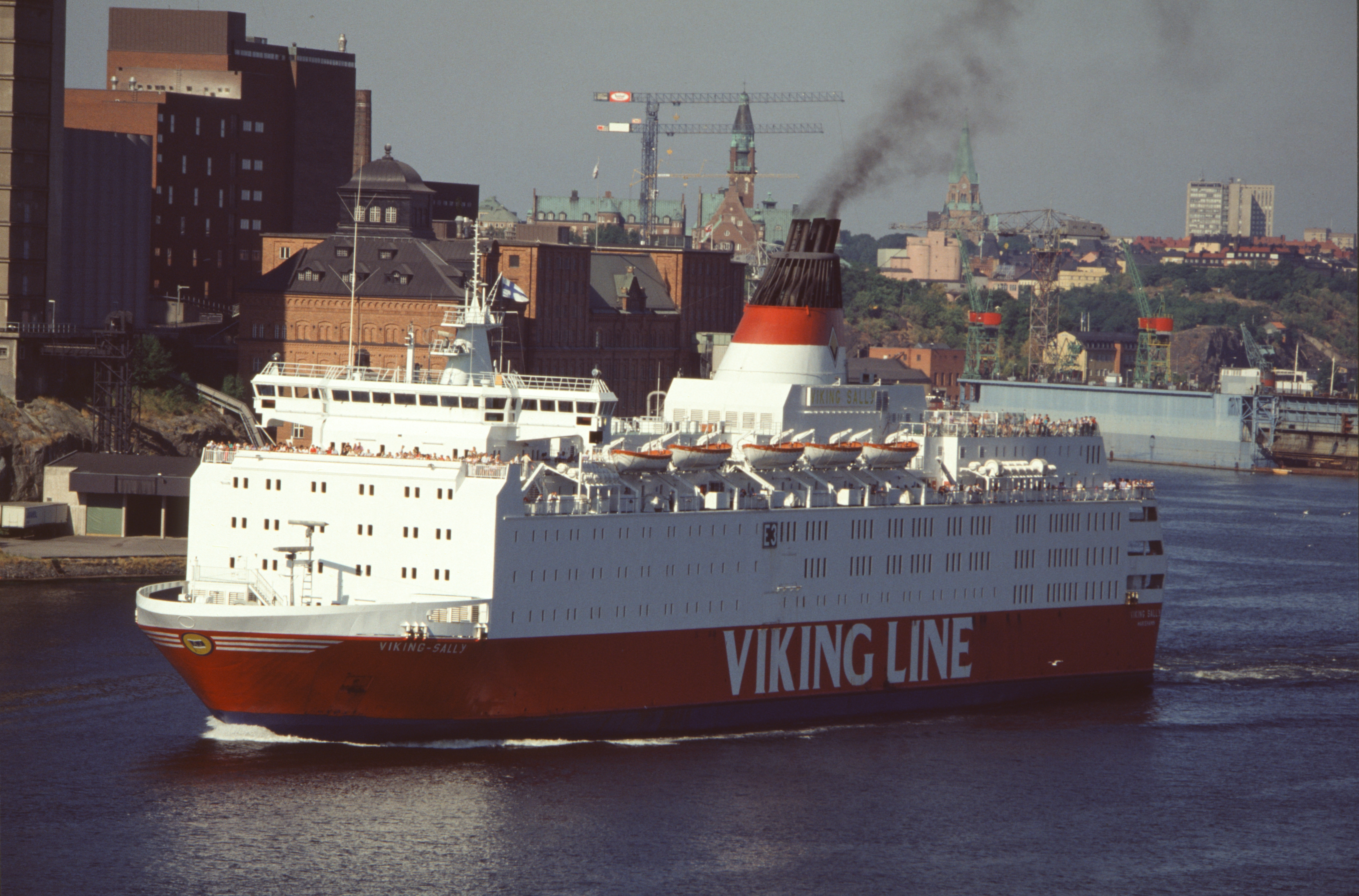
Com Viking Sally a Estocolm

El 29 de juny de 1980, Viking Sally va ser lliurada a Rederi Ab Sally, Finlàndia i es va posar en servei a la ruta entre Turku, Mariehamn i Estocolm (durant l'estiu de 1982 a la ruta Naantali – Mariehamn – Kapellskär). Va ser el vaixell més gran que va servir en aquesta ruta en aquell moment. Com amb molts vaixells, Viking Sally va patir alguns contratemps durant el seu servei de Viking Line, va quedar aterrada a l'arxipèlag d'Åland el maig de 1984 i va patir alguns problemes d'hèlix a l'abril de l'any següent. El 1985 també va ser reconstruïda amb una cua d'ànec. El 1986, un passatger va ser assassinat a bord. El 1987 es va produir un altre assassinat i intent d'assassinat. Aquest últim continua sense resoldre. Rederi Ab Sally havia experimentat dificultats financeres durant la major part de la dècada del 1980. A finals de 1987, Effoa i Johnson Line, els propietaris dels principals rivals de Viking Line, Silja Line, van comprar Sally. Com a resultat d'això, SF Line i Rederi AB Slite van obligar a Sally a retirar-se de Viking Line. Viking Sally va ser llogada a Rederi AB Slite per continuar amb el seu trànsit actual durant els propers tres anys.

### Línia Silja

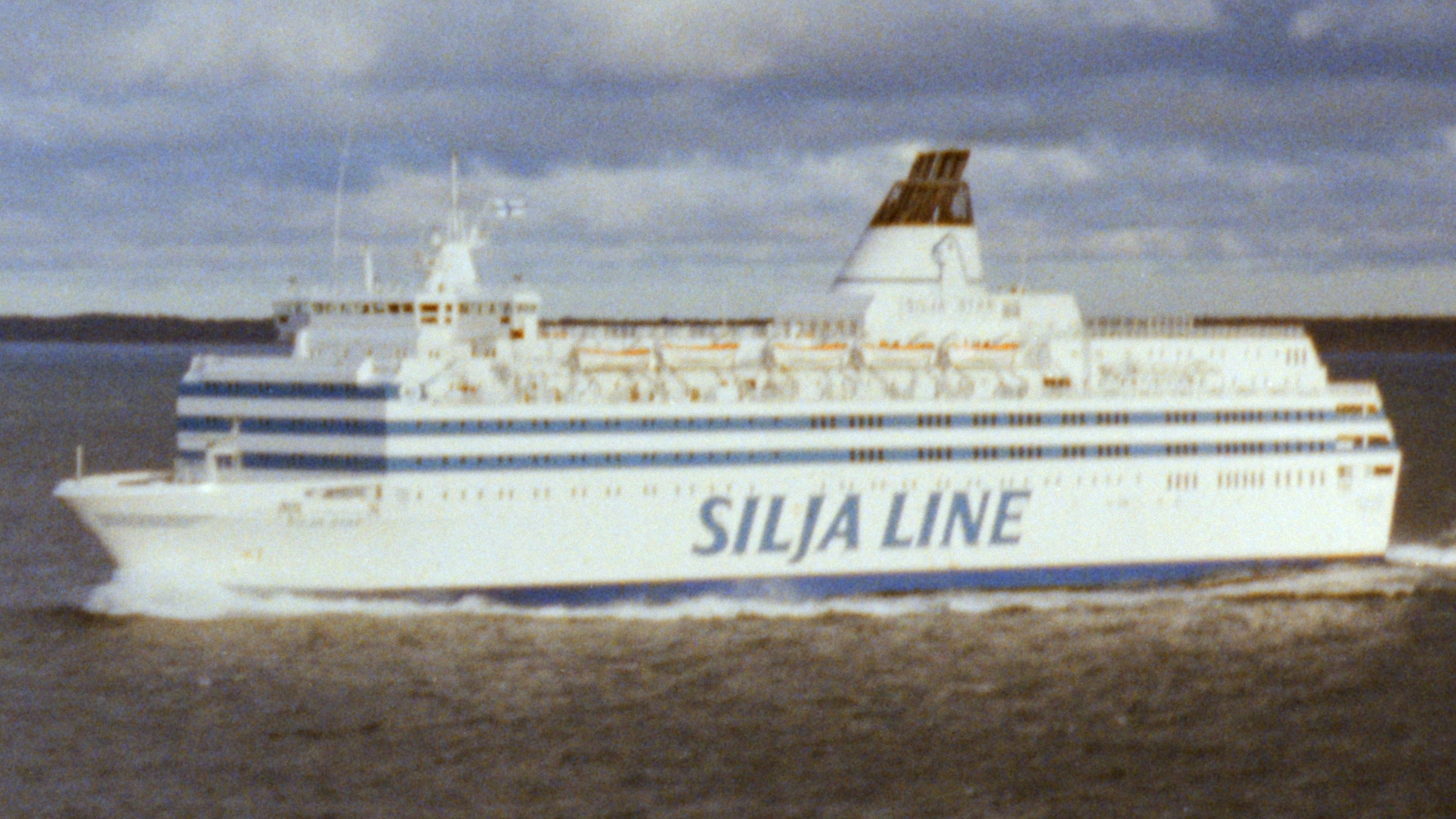
Com a Silja Star el 1991

Quan la seva carta va acabar l'abril de 1990, Viking Sally va tenir un canvi de servei inusual. Va ser pintada amb els colors de Silja Line, rebatejada Silja Star i col·locada a la mateixa ruta que havia recorregut per Viking Line: Turku–Mariehamn–Estocolm. La raó d'això va ser que el nou vaixell de Silja per al servei Hèlsinki -Estocolm es va construir amb retard i un dels vaixells Turku-Estocolm, Wellamo, es va traslladar a aquesta ruta fins que el nou vaixell es va completar el novembre de 1990. També el 1990 Effoa, Johnson Line i Rederi Ab Sally es van fusionar amb EffJohn.
La primavera següent, Silja Star va començar el seu servei amb Wasa Line, una altra empresa propietat d'EffJohn. El seu nom es va canviar a Wasa King i va servir a les rutes que connectaven Vaasa, Finlàndia, amb Umeå i Sundsvall a Suècia. S'ha informat que el Wasa King va ser considerat àmpliament com el vaixell que es va comportar millor en condicions meteorològiques adverses que havia navegat des de Vaasa.

### Estline
El gener de 1993, al mateix temps que EffJohn va decidir fusionar les operacions de Wasa Line amb Silja Line, Wasa King va ser venuda a Nordström &amp; Thulin per utilitzar-la al trànsit Tallinn -Estocolm d’Estline amb el nom d’Estònia. La propietat real del vaixell era bastant complexa, per tal que Nordström & Thulin poguessin obtenir un préstec per comprar el vaixell. Tot i que Nordström & Thulin va ser l'empresa que va comprar el vaixell, el seu propietari registrat era Estline Marine Co Ltd, Nicòsia, Xipre, que va llogar el vaixell a E.Liini A/S, Tallinn, Estònia (empresa filla de Nordström & Thulin i ESCO), que al seu torn va llogar el vaixell a Estline AB. Com a resultat, el vaixell es va registrar tant a Xipre com a Estònia. 

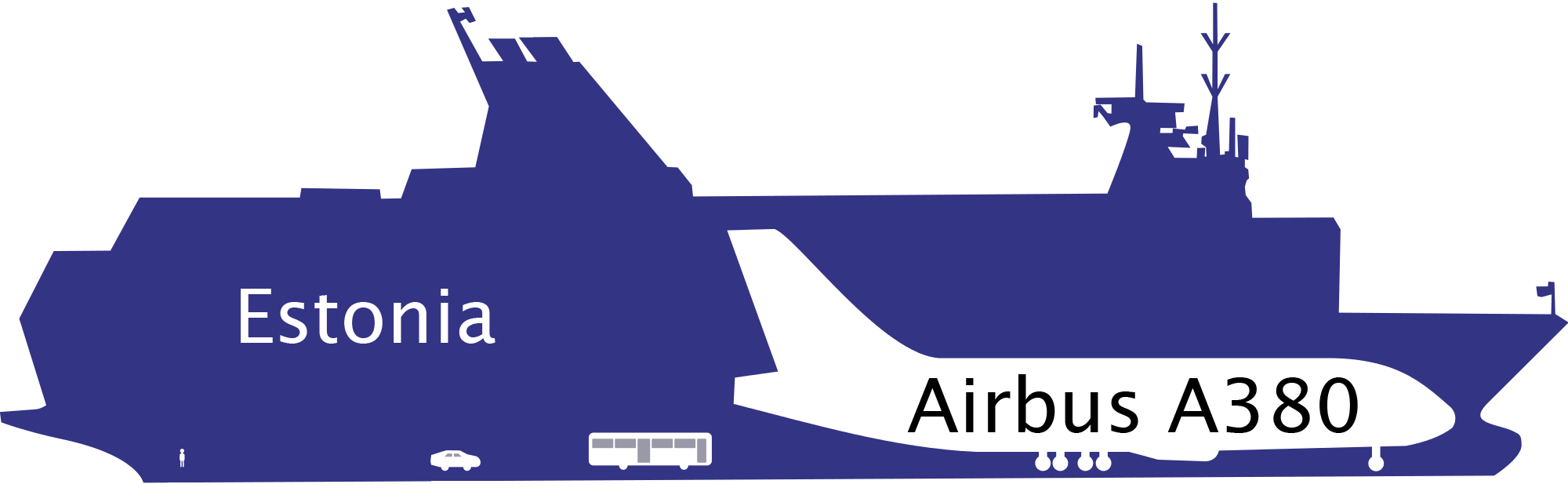
Comparació de mides entre MS Estonia, un humà, un cotxe, un autobús i un Airbus A380

Com el vaixell més gran de propietat d'Estònia de l'època, l’Estònia simbolitzava la independència que el seu homònim va recuperar després de l'enfonsament de la Unió Soviètica.

## Cobertes i instal·lacions
MS Estonia constava d'11 cobertes, des de la més baixa (0) a la més alta (10). Les instal·lacions de passatgers estaven situades a les cobertes 6, 5, 4 i 1, mentre que els membres de la tripulació ocupaven les cobertes 8 i 7. Les cobertes 2 i 3 estaven dedicades a la càrrega.
- Un dels bots salvavides inflables de l'Estònia, plena d'aigua
- 'Visera de proa de l'Estònia

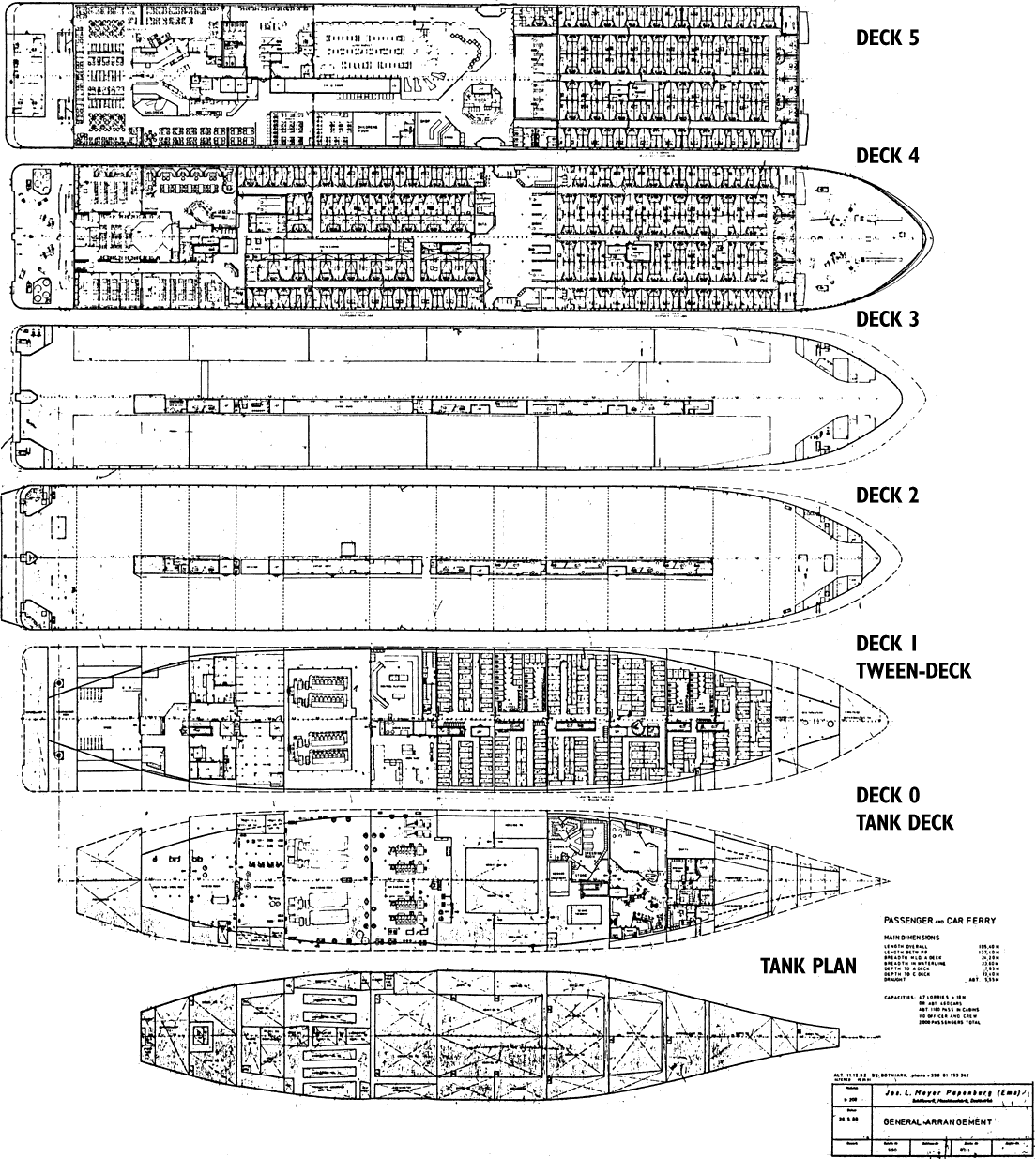
Plànols de les cobertes 0 a 5, com la coberta del tanc
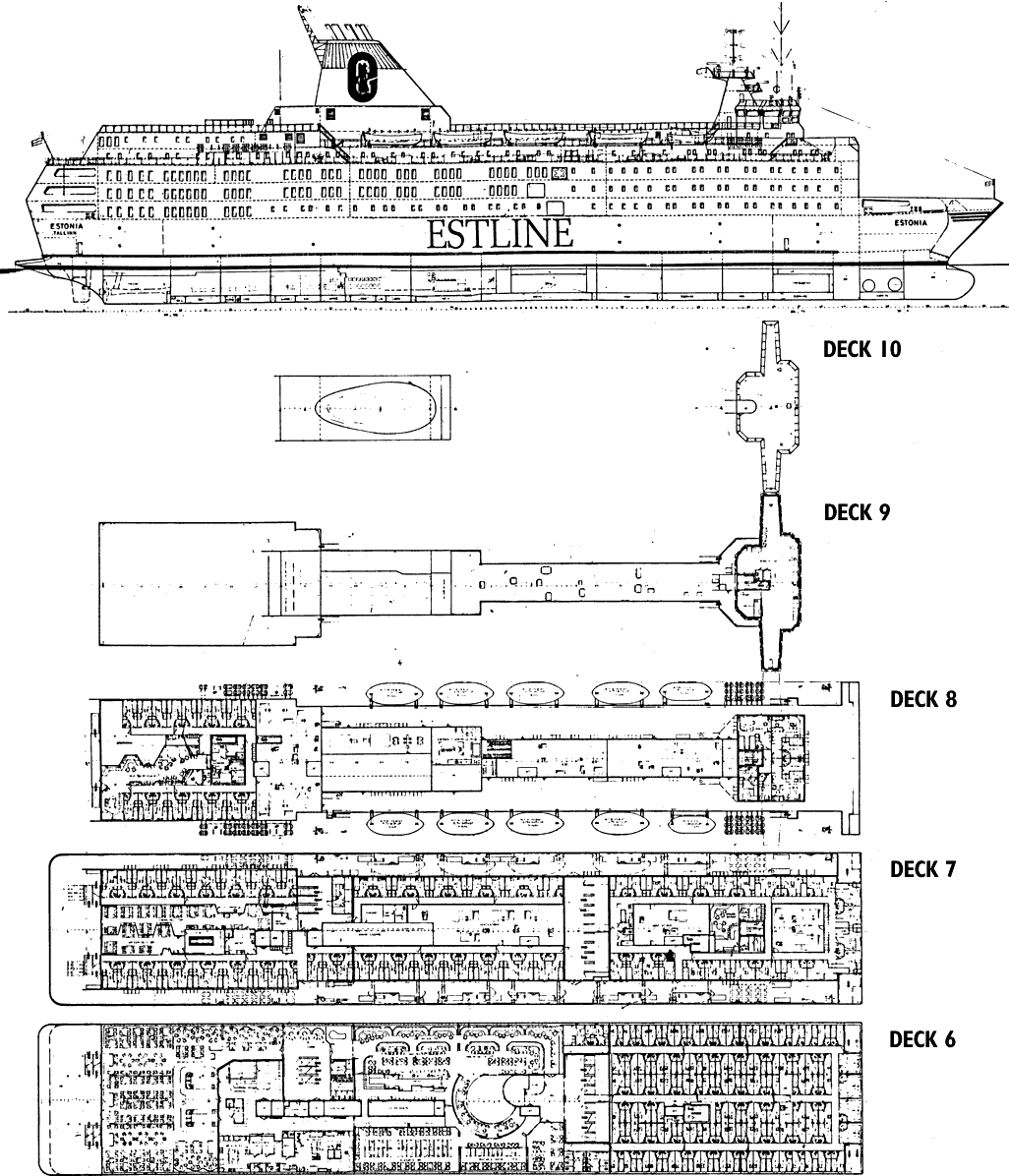
Plànols de les cobertes 6 a 10

### ComViking Sally
| 9 | Pont, terrassa |
| 8 | Cabines de la tripulació, terrassa |
| 7 | Cabines i instal·lacions de la tripulació, terrassa |
| 6 | Terrassa del restaurant: menjador bufet, restaurant a la carta, bar, cabines exteriors i interiors                                                                     |
| 5 | Entrada i coberta de la cafeteria: botigues lliures d'impostos, cafeteria, snack-bar, discoteca, seients d'aire, sala de jocs infantils, cabines exteriors i interiors |
| 4 | Coberta de conferències: sales de conferències, discoteca, cinema, cabines interiors i exteriors                                                                       |
| 3 | Plataforma de cotxes |
| 2 | Coberta de cotxes |
| 1 | Cabines interiors, sala de màquines |
| 0 | Sauna, piscina, sales de conferències |

## Enfonsament
L'Estònia es va enfonsar el dimecres 28 de setembre de 1994, entre les 00:50 i les 01:50 (UTC+2), mentre el vaixell travessava el mar Bàltic, en ruta des de Tallinn, Estònia, fins a Estocolm, Suècia.
L'informe oficial va concloure que la porta de proa s'havia separat del vaixell, estirant la rampa entreoberta. El vaixell ja estava catalogat a causa de la mala distribució de la càrrega, i la llista va augmentar ràpidament, inundant les cobertes i les cabines. Aviat l'energia va fallar del tot, impedint la recerca i el rescat, i no es va declarar una emergència a gran escala durant 90 minuts. Dels 989 a bord, 137 van ser rescatats. L'informe criticava principalment la construcció del vaixell, així com l'actitud passiva de la tripulació, no adonar-se que l'aigua entrava a la coberta, retardant l'alarma i proporcionant una guia mínima des del pont.
El documental d'HBO va plantejar altres possibilitats per a l'enfonsament, incloent-hi un cop o una col·lisió amb un objecte d'unes 1000 tones.
L'enfonsament va ser un dels pitjors desastres marítims del segle XX. És un dels enfonsaments més mortífers d'un vaixell europeu en temps de pau, després del RMS Titanic (1912) i el RMS Empress of Ireland (1914), i el naufragi més mortífer en temps de pau que s'ha produït a les aigües europees, amb 852 vides. Hi ha monuments commemoratius per a l'esdeveniment a Tallinn i Estocolm.